# Kryptopterus minor
Kryptopterus minor là một loài cá nhỏ trong chi Kryptopterus. Tên gọi trong tiếng Anh là Ghost catfish (cá nheo ma), còn trong tiếng Indonesia là "lais kaca" hay "lais tipis". Loài cá nhỏ này có chiều dài tối đa khoảng 7 cm và chỉ thấy có trong lưu vực sông Kapuas ở miền tây Borneo, Indonesia. Từ năm 1989 cho tới năm 2013, loài cá thủy tinh (K. vitreolus) phổ biến trong buôn bán cá cảnh từng được coi là có danh pháp K. minor. Tuy nhiên, loài K. minor thật sự thì rất hiếm khi (nếu như có) nhìn thấy trong buôn bán cá cảnh, trong khi K. vitreolus ở vùng đông nam Thái Lan lại là phổ biến trong giới buôn bán cá cảnh.

## Sinh thái học
Loài cá này sinh sống trong môi trường có nhiệt độ khoảng 24-28 °C (75-82 °F).